# Carrbridge
Carrbridge är en by i Highland i Skottland. Byn är belägen 11 km 
från Aviemore. Orten har 792 invånare (2011).